# Хачирашвили, Георгий Александрович
Георгий Александрович Хачирашвили — советский хозяйственный, государственный и политический деятель, Герой Социалистического Труда.

## Биография
Родился в 1908 году в Баку. Член КПСС.
С 1922 года — на хозяйственной, общественной и политической работе. В 1922—1980 гг. — батрак, бетоник, слесарь, в частях особого назначения по охране Московского Кремля, начальник строительства военного санатория в городе Евпатория, участник Великой Отечественной войны, комиссар истребительного батальона, директор совхоза «Коммунар», директор совхоза «Южный», директор птицефабрики «Южная» Симферопольского района Крымской области Украинской ССР.
Указом Президиума Верховного Совета СССР от 22 марта 1966 года присвоено звание Героя Социалистического Труда с вручением ордена Ленина и золотой медали «Серп и Молот».

Могила Хачирашвили на кладбище «Абдал» в Симферополе.

Умер в Крымской АССР в 1980 году.